# パウル・ケーベ
パウル・ケーベ（ドイツ語: Paul Koebe, 1882年2月15日 - 1945年8月6日）は、20世紀のドイツの数学者である。
ケーベの研究はもっぱら複素数を扱っており、最も重要な成果は、1907年から1909年に発表された4本の論文によるリーマン面の一意化である。
ケーベはヘルマン・アマンドゥス・シュヴァルツの指導の下でベルリン大学でPh.D.を取得した。1910年にライプツィヒ大学の臨時教授、1914年にイェーナ大学の普通教授となった後、1926年にライプツィヒ大学の普通教授に就任した。1945年にライプツィヒで死去した。
1922年にアッカーマン＝トイブナー記念賞を受賞した。